# Oskar Maria Graf
Pour les articles homonymes, voir Graf.
Oskar Maria Graf (né le 22 juillet 1894 à Berg et mort le 28 juin 1967 à New York) est un écrivain allemand.
Il écrit à ses débuts sous son vrai nom, Oskar Graf. Puis à partir de 1918, il utilise un pseudonyme dans la presse écrite. Ce n'est que pour les œuvres qu'il juge lui-même comme dignes d'être lues qu'il emploie le nom d'Oskar Maria Graf.

## Biographie

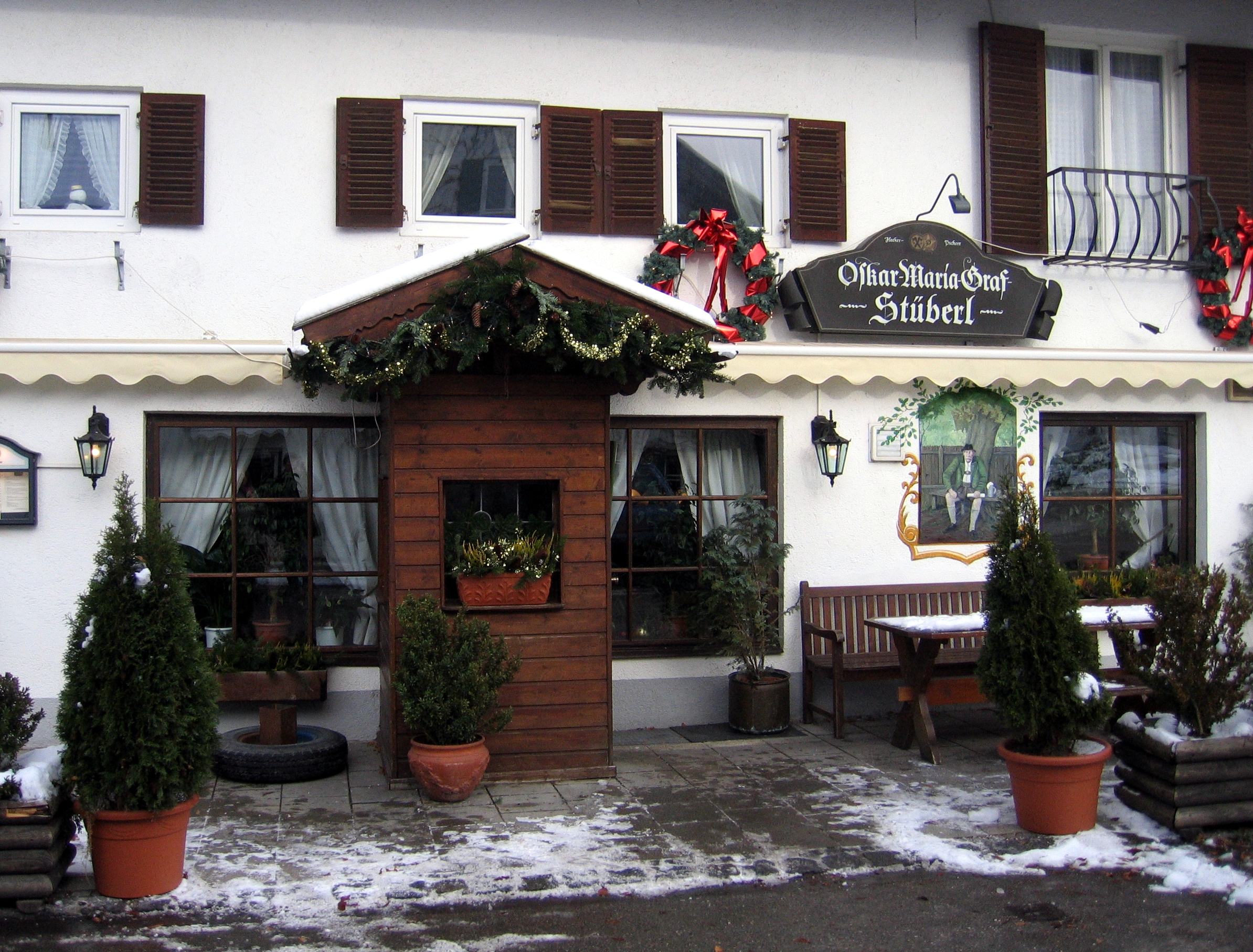
Maison natale à Berg (Starnberger See).

Oskar est le neuvième enfant de Max Graf, boulanger, et de Therese, née Heimrath. Il fréquente l'école d'Aufkirchen dans son village natal à partir de 1900. Après la mort de son père en 1906, il devient apprenti dans la boulangerie reprise par son frère Max.
En 1911, il fuit les mauvais traitements que son frère lui inflige et va à Munich dans l'espoir d'y devenir poète. Il y mène une vie bohème avec d'autres et fait des petits boulots, comme postier ou portier d'hôtel, pour assurer sa subsistance. De 1912 à 1913, il vagabonde dans le Tessin et l'Italie du Nord en compagne du peintre Georg Schrimpf, avec lequel il reste ami sa vie durant. Ensemble, ils travaillent un temps pour Karl Gräser dans le village protestant de Monte Verità.
Le 1er décembre 1914, il est enrôlé pour la guerre. En 1915, il sert dans le génie militaire spécialisé dans les chemins de fer sur le front est et plus précisément en province de Prusse-Orientale et en Lituanie. À cette époque, il écrit pour la première fois un article de presse, celui-ci paraît dans le journal Die freie Straße (de). En 1916, il est condamné pour insubordination. Il est interné en hôpital psychiatrique et est relâché par les militaires après avoir fait une grève de la faim de 10 jours.
En 1917, sur proposition de l'artiste Jacob Carlo Holzer, il s'ajoute un second prénom : Maria. Après avoir reçu des plaintes d'un professeur portant le même nom, le journal souhaite qu'il publie sous le nom d'Oskar Graf-Berg.
Le 26 mai 1917, il se marie à Karoline Bretting. La même année une fille, Annemarie ou plutôt "Annamirl" (1918-2008), naît de cette union. Le couple se sépare toutefois peu après, toujours en 1918. Par la suite, Oskar dit de ce mariage qu'il est « mauvais depuis le début ». Sa fille est par la suite éduquée par sa mère. Le couple ne divorce officiellement qu'en 1944.
Au début de l'année 1918, Oskar Maria Graf est emprisonné pour avoir participé à une grève dans les usines de munitions. Sa participation à la république des conseils de Bavière lui vaut un nouvel emprisonnement en 1919.
Toujours en 1919, il se met en couple avec Mirjam Sachs, une cousine de Nelly Sachs, qui est de confession juive. Ils se marient le 2 octobre 1944.
À partir de 1920, il travaille en tant que dramaturge au théâtre des travailleurs de Die neue Bühne. En 1927, la parution de son autobiographie Wir sind Gefangene (nous sommes des prisonniers), lui permet de vivre de son métier d'écrivain et il abandonne le théâtre.
Le 17 février 1933, il commence un exil « volontaire » en allant à Vienne. Ses livres n'étant pas touchés par la censure nazie en 1933, leur lecture est même recommandée, il publie le 12 mai 1933 dans le journal viennois Arbeiter-Zeitung, l'appel suivant demandant que ses ouvrages soient eux aussi brûlés :
« Brûlez-moi ! Après avoir vécu la vie que j'ai vécue et écrit ce que j'ai écrit, j'ai le droit d'exiger que mes livres soient livrés aux flammes et ne se retrouvent pas dans les mains pleines de sang et les cerveaux détraqués des groupes de la mort habillés en brun. Brûlez l'œuvre de l'esprit allemand ! Il est plus ineffaçable que votre infamie ! »
Un an après, en 1934, ses livres seront brûlés lors d'un autodafé spécialement organisé pour lui dans la cour intérieure de l'université de Munich. Ses œuvres sont interdites et on lui retire la nationalité allemande le 24 mars.
Toutefois, les listes des œuvres bannies, publiées dans les villes universitaires, n'étaient pas toutes identiques. Ainsi à Göttingen, sur la liste du 11 mai 1933 figurent déjà les livres d'Oskar Maria Graf (à l'exception de Wunderbare Menschen et Kalendergeschichten).
En février, il émigre à Brünn en Tchécoslovaquie, puis à Prague, où il participe avec Anna Seghers et Wieland Herzfelde à la rédaction du mensuel Neue Deutsche Blätter édité par Grete Weiskopf. Il prend également part en 1934 à Moscou au congrès des écrivains d'Union soviétique.
En 1938, il s'enfuit de nouveau, cette fois vers les États-Unis en passant par les Pays-Bas. Il s'installe en juillet à New York. En octobre de la même année, il devient président de la German-American Writers Association. Il fonde en 1942 avec d'autres écrivains émigrés allemands, comme Wieland Herzfelde, la maison d'édition Aurora-Verlag à New York à partir des restes de l'ancienne maison Malik-Verlag.

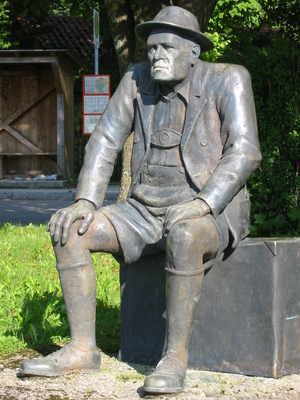
Oskar-Maria-Graf-Denkmal à Aufkirchen.

Graf reste attaché à sa contrée natale : la Bavière. En témoigne le fait qu'il se promène continuellement dans les rues de New York habillé d'une Lederhose.
En décembre 1957, il obtient la nationalité américaine. À cause de son pacifisme sans compromis, on raye - sur le formulaire de prestation de serment - la mention concernant le fait qu'il est prêt à défendre son pays l'arme à la main. L'année suivante, il entreprend pour la première fois après la guerre un voyage vers l'Europe.
Le 11 novembre 1959, sa femme Mirjam décède.
En 1960, il reçoit un doctorat d'honneur de l'université de Wayne State de Détroit en reconnaissance de son « intégrité intellectuelle ». Il effectue un nouveau voyage en Europe dans la foulée.
En 1962, il se marie en troisièmes noces avec Gisela Blauner.
En 1964, il se rend pour la troisième fois en Europe et notamment à Berlin-Est et Ouest. Il reçoit de nombreux honneurs par la suite, il devient ainsi membre correspondant de l'Académie des arts de la RDA et reçoit la médaille d'or de la ville de Munich pour son œuvre littéraire.
En 1965, il voyage une dernière fois en Allemagne, en Autriche et en Suisse.

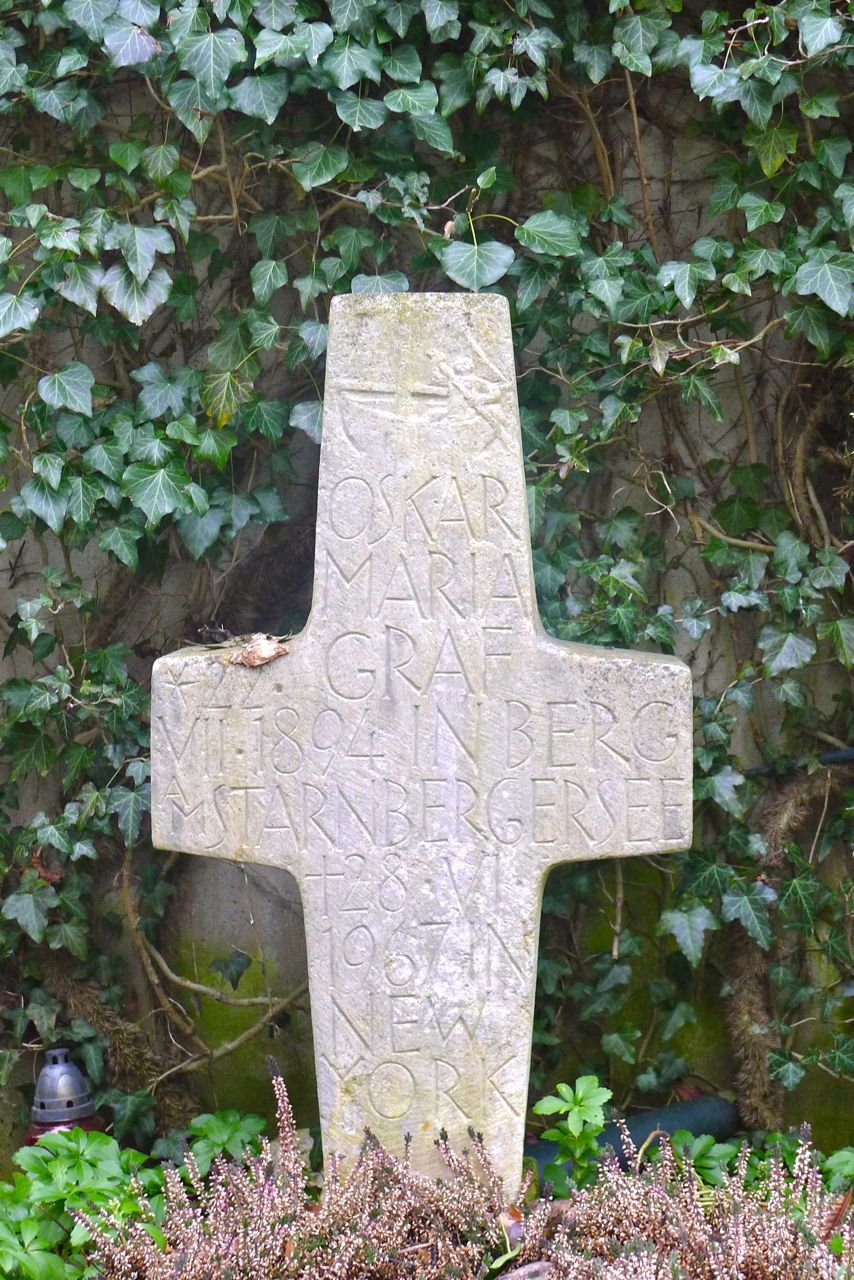
Sépulture.

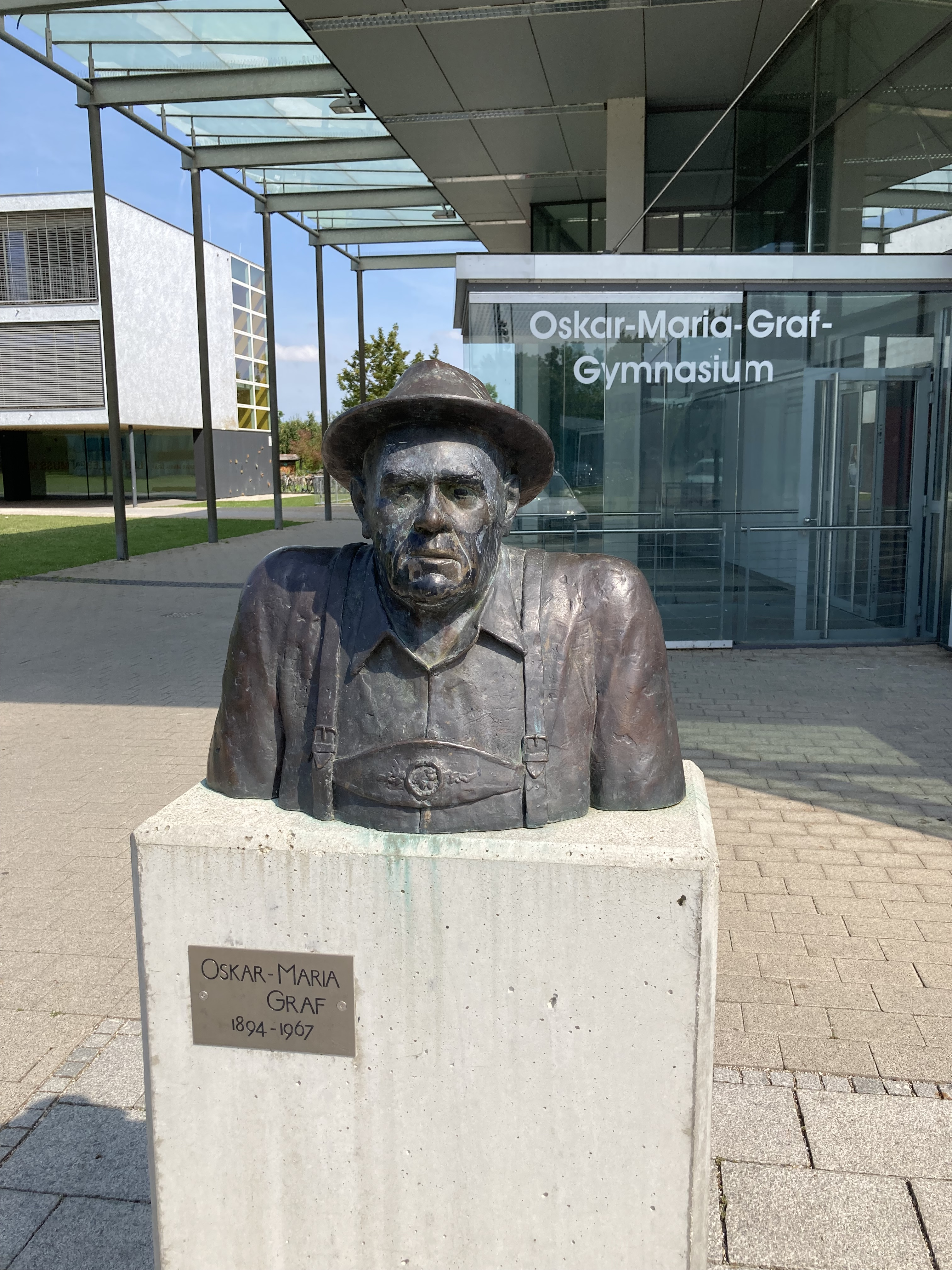
Buste d'Oskar Maria Graf devant le lycée à son nom.

Il meurt en juin 1967 à New York. Un an après son décès, ses cendres sont transférées à Munich, au cimetière Saint-Georges de Bogenhausen (elle se trouve au numéro 42, sur le mur de gauche).

## Œuvre
- (de) Die Revolutionäre, 1918, poème
- (de) Amen und Anfang, 1919, poème
- (de) Frühzeit, 1922, souvenir d'enfance
- (de) Ua-Pua!, 1921, poème indien avec 30 dessins à la craie de Georg Schrimpf
- (de) Maria Uhden, 1921, en hommage à la peintre et graphiste Erinnerungen an die Malerin und Grafikerin
- (de) Zur freundlichen Erinnerung, 1922, fable sociale
- (de) Bayrisches Lesebücherl, 1924, sur la culture locale
- (de) Die Traumdeuter, 1924, histoires
- (de) Die Chronik von Flechting. Ein Dorfroman, 1925, 179 p. (ISBN 978-3-86906-006-4, lire en ligne)
- (de) Finsternis, 1926, 6 histoires traditionnelles
- (de) Wunderbare Menschen, 1927, chronique et autobiographie
- (de) Wir sind Gefangene : ein Bekenntnis, 1927, 541 p. (ISBN 3-423-01612-4), autobiographie
- (de) Licht und Schatten, 1927, fables sociales
- (de) Bayrisches Dekameron, 1928, 216 p. (ISBN 3-548-60345-9), histoires,
- (de) Die Heimsuchung, 1925, roman
- (de) Im Winkel des Lebens, 1927, histoires
- (de) Kalendergeschichten. Geschichten aus Stadt und Land, 1929 (ISBN 3-423-11434-7)
- (de) Das proletarische Schicksal, 1929
- (de) Max Brod et Paul Franke, Neue deutsche Erzähler Bd. 1, Berlin o.J., 1930, « Eine Geschichte ohne Ende »
- (de) Bolwieser, 1931, 248 p. (ISBN 3-442-72253-5), Roman; réédité en 1964 sous le titre Die Ehe des Herrn Bolwieser
- (de) Notizbuch des Provinzschriftstellers Oskar Maria Graf, 1932, 143 p. (ISBN 3-935877-49-8), satire
- (de) Einer gegen alle, 1932, Roman
- (de) Dorfbanditen, 1932, souvenirs de jeunesse
- (de) 3 Bäckergeschichten von Oskar Maria Graf nebst 150 Rezepten für die Brezelbäckerei, non daté, provient de l'almanac de la société Diamalt
- (de) Der harte Handel, 1935 (ISBN 3-423-11480-0), roman
- (de) Der Abgrund, 1936, roman
- (de) Anton Sittinger, 1937 (ISBN 3-423-12453-9), roman
- (de) Der Quasterl, 1938, histoires pour la jeunesse et traditionnelles
- (de) Das Leben meiner Mutter, 1940, 583 p. (ISBN 3-423-10044-3)
- (de) Unruhe um einen Friedfertigen, New York, Aurora-Verlag, 1947 (ISBN 3-471-77264-2), roman
- (de) Mitmenschen, 1948, histoires
- (de) Die Eroberung der Welt, 1949 (ISBN 3-423-11880-6), roman; réédité en 1959 sous le titre Die Erben des Untergangs
- (de) Menschen aus meiner Jugend auf dem Dorfe, 1953, histoires
- (de) Der ewige Kalender, 1954, poème
- (de) Die Flucht ins Mittelmäßige, 1959, roman
- (de) An manchen Tagen. Reden, Gedanken und Zeitbetrachtungen, 1961 (ISBN 3-7632-3566-3)
- (de) Der große Bauernspiegel, 1962, histoires
- (de) Größtenteils schimpflich, 1962, 229 p. (ISBN 3-423-10435-X), souvenirs de jeunesse
- (de) Altmodische Gedichte eines Dutzendmenschen, 1962
- (de) Jäher Schrecken, 1962
- (de) Er nannte sich Banscho, 1964, roman
- (de) Gelächter von außen. Aus meinem Leben 1918-1933, 1966
- (de) Reise nach Sowjetrußland 1934, 1974
- (de) Manchmal kommt es, dass wir Mörder sein müssen... Gesammelte Gedichte., 2007 [4]